# David Rostislavitch
David Rostislavitch (en langue russe : Давыд Ростиславич ; Smolensk, 1140 - 23 avril 1197), Prince de Smolensk (1180–1197), est le quatrième fils de Rostislav Ier, grand-prince de Kiev. Il fait édifier entre 1180 et 1197 l'église Saint-Michel-Archange qui comprend des caractéristiques typiques du style des églises de Smolensk de cette époque.